# Plenilska hržica
Plenilska hržica (znanstveno ime Aphidoletes aphidimyza) je plenilska žuželka, katere ličinke se hranijo z več kot 70 vrstami listnih uši. 

## Opis
Odrasle žuželke so najbolj aktivne ponoči, dosežejo dolžino okoli 2 mm in imajo dolge noge. Samci in samice se najlažje ločijo po obliki zadka. Samci imajo ozek zadek rjavkaste barve, zadek samic pa je nekoliko obilnejši in rdečkasto obarvan. Samice v svojem kratkem življenju, ki traja med 7 in 14 dni, odložijo naenkrat od 100 do 250 svetleče oranžnih jajčec, ki so podolgovato ovalna in merijo v dolžino okoli 0,3 mm. Jajčeca odlagajo posamično ali v manjših skupinah med kolonije listnih uši. Jajčeca se izvalijo po 3 do 7 dneh. Iz jajčec se razvijejo ličinke, ki se takoj začnejo hraniti z listnimi ušmi. Svojo žrtev najprej omrtvijo s toksinom, ki ga izločijo v noge svoje žrtve in jo na ta način paralizirajo. Notranjost telesa nato izsesajo skozi luknjo, ki jo naredijo v oprsje. To traja od nekaj minut pa do nekaj ur. Ena ličinka izsesa od 20 do 80 listnih uši oz. od 4 do 65 uši na dan. Med razvojem se ličinke večkrat levijo, kar je pogojeno z zračno vlago. Ličinke prvega stadija so prozorne do svetlo oranžne barve in merijo v dolžino od 0,3 do 0,5 mm. Ličinke L4 so svetlo oranžne do rdečerjave in večje, saj dosežejo od 2,4 do 6 mm. Po zadnji levitvi, po treh do sedmih dneh od izvalitve, ličinke popadajo na tla, kjer se zarijejo v zemljo in se zabubijo. Stadij bube traja 6 do 25 dni, kar je odvisno od temperature in vlažnosti v okolju. V Sloveniji se ličinke v zemljo zakopljejo konec septembra, kjer prezimijo v diapavzi in se zabubijo šele spomladi. V začetku maja izletijo imagi.

## Uporaba v biološkem nadzoru škodljivcev
Plenilsko hržico danes načrtno gojijo in prodajajo kot sredstvo biološkega nadzora škodljivcev. Prodajajo se bube v zemlji, v Sloveniji pa je registrirana in dovoljena za biološki nadzor sive breskove uši'.